# كريستيان مايكون هينينغ
كريستيان مايكون هينينغ(بالبرتغالية: Christian Maicon Hening‏) (مواليد 25 أغسطس 1978 في بلوميناو - البرازيل) لاعب كرة قدم برازيلي يلعب حاليا لصالح نادي الدرجة الأولى فولفسبورغ الألماني منذ 2011 في مركز الظهير كما يجيد اللعب في مركز الوسط المدافع.

## روابط خارجية
- كريستيان مايكون هينينغ على موقع قاعدة بيانات كرة القدم.إي يو (الإنجليزية)
- كريستيان مايكون هينينغ على موقع بيانات كرة القدم. دي إي (الألمانية)
- كريستيان مايكون هينينغ على موقع عالم كرة القدم.نت (الإنجليزية)
- كريستيان مايكون هينينغ على موقع AS.com (الإسبانية)